# Aethomys hindei
Aethomys hindei es una especie de roedor de la familia Muridae.

## Distribución geográfica
Se encuentra en Burundi, Camerún, República Centroafricana, República Democrática del Congo, Etiopía, Kenia, Ruanda, Sudán del Sur, Tanzania, y Uganda.

## Hábitat
Su hábitat natural son: clima tropical o subtropical, tierras bajas estacionalmente húmedas o inundados de pastizales.